# Airaphilus ferrugineus
Airaphilus ferrugineus es una especie de coleóptero de la familia Silvanidae.

## Distribución geográfica
Habita en España, Portugal, Francia, Marruecos  y en Argelia.